# L&O Holding
A L&O Holding não é uma empresa independente, mas compreende as duas holdings de gerenciamento vinculadas L&O Holding Verwaltungs-GmbH e L&O Holding GmbH & Co. KG, com sede em Emsdetten. As empresas estão registradas para os empresários Michael Lüke e Thomas Ortmeier, cujas iniciais formam o nome da empresa.